# Shin Megami Tensei
Shin Megami Tensei (真・女神転生) ou MegaTen, como é conhecida pelos fãs é um universo compartilhado com uma grande variedade de franquias de jogos eletrônicos, na qual todos os jogos dessas franquias são do gênero RPG, em que os jogadores tentam derrotar várias criaturas sobrenaturais.
Inicialmente, os direitos da franquia pertenciam a famosa fabricante japonesa Namco, e eles eram desenvolvidos pela empresa Atlus, empresa que a partir de 1996, acabou tomando os direitos da franquia e que atualmente faz parte da Sega. 

## Principais Características

### Premissa e temas
Os títulos da franquia possuem a premissa universal de criaturas e entidades sobrenaturais invadindo a realidade humana. Normalmente, as criaturas consistem em anjos e demônios, sendo estes últimos representados em um sentido amplo da palavra, englobando todas as divindades fora do panteão cristão.
Os jogos se dividem em dois ramos principais, Shin Megami Tensei e Persona. No primeiro, o protagonista costuma buscar poder para sobreviver num mundo pós apocalíptico governado por entidades sobrenaturais tirânicas e totalitárias, enquanto Persona tende a focar nas relações interpessoais dos personagens em cenários urbanos comuns, apesar de manter a temática da interferência do sobrenatural no dia-a-dia dos humanos. 
A franquia engloba elementos de Gnosticismo, mitologias e religiões diversas, incluindo o Budismo e o Catolicismo, pinceladas de ficção científica, além de aspectos da psicologia de Jung na forma da aplicação e estudo de arquétipos pessoais. 
Ainda é comum, mesmo que não esteja presente na totalidade dos títulos da franquia, a aplicação de alinhamentos morais consistentes em Ordem, Caos e (menos frequentemente) Neutralidade. O primeiro é normalmente associado à figura de Deus, enquanto o Caos normalmente é vinculado à figura de Lúcifer. Todavia, estes alinhamentos podem se manifestar também em escolhas menores, não diretamente ligados aos personagens em questão. Estas escolhas podem influenciar na conclusão da história de cada um dos jogos ou em outros aspectos da jogabilidade.

### Alinhamentos
Geralmente, na série Shin Megami Tensei o protagonista deve optar por três caminhos possíveis, embora os títulos variem as conotações de cada ideologia:
- Caos: ligado à liberdade absoluta, ausência de hierarquias com o ônus de um retorno ao primitivo e à lei do mais forte. Os principais representantes são, em geral, o anjo Lúcifer e divindades pagãs. O jogo não trata de uma simplista divisão entre bem e mal, de forma que as atitudes de Lúcifer variam dentre os títulos, escapando de uma moralidade branco e preta. A título de exemplo, em Strange Journey, a deusa mãe da Terra, Mem Aleph, busca recuperar os Humanos da influência autoritária do Deus cristão, protegendo a natureza a qualquer custo e impedindo o progresso da tecnologia.
- Ordem: se relaciona a um mundo totalmente ordenado e pacífico ao custo da liberdade individual e completa sujeição à divindade. Seu principal representante é YHVH, o deus cristão, tendo atitudes quase tão ambíguas quanto as de Lúcifer, por vezes representado como um ditador e outras um ser benevolente.
- Neutralidade: o caminho mais difícil, que lida com a Humanidade em si. Suas conotações são variáveis: pode corresponder ao equilíbrio entre Ordem e Caos, a negação de ambos, um individualismo exacerbado ou a manutenção do mundo "normal" - livre da influência de deuses, anjos e demônios.

Das possibilidade em Shin Megami Tensei, nenhum alinhamento é considerado mais correto ou melhor, e todos possuem uma justificativa a favor ou contra e uma contradição interna. O Caos, que pressupõem um mundo de vida exuberante baseado na liberdade ilimitada e suposta desordem da natureza recai numa lei do mais forte de forma a criar um mundo estatizado, enquanto a Ordem tende a suprimir a liberdade pelo bem comum de forma a, por vezes, reforçar condições negativas àqueles que se sujeita às suas normas sob a premissa de uma existência melhor. 

### Recrutamento e Fusão de Demônios
Na série, "Demônios" não são entendidos no sentido cristão ou mais imediato da palavra. São considerados demônios quaisquer entidades mágicas não-humanas; mesmo anjos cristãos se enquadram sob a categoria de "Demônios" para fins de jogabilidade. Na realidade, os demônios são diversos seres extraídos de tradições mitológicas de todo mundo, com ênfase em especial na Mitologia Japonesa, passando pelas Mitologias Grega, Inca, Maia, Javanesa, Africana, Chinesa, Céltica e várias outras. Para recrutar demônios à seu favor, o protagonista deve negociar com as entidades. Depois, é possível fundir os demônios recrutados de modo a criar aliados mais poderosos.

## Jogos

### Série principal
- Megami Tensei
- Megami Tensei II

### Série Shin Megami Tensei
- Shin Megami Tensei
- Shin Megami Tensei II
- Shin Megami Tensei if…
- Shin Megami Tensei NINE
- Shin Megami Tensei III: Nocturne
- Shin Megami Tensei Strange Journey
- Shin Megami Tensei IV
- Shin Megami Tensei IV: Apocalypse
- Shin Megami Tensei V
  - Shin Megami Tensei V: Vengeance

### JogosSpin offs
- Shin Megami Tensei Last Bible
- Shin Megami Tensei Majin Tensei
- Shin Megami Tensei Jack Bros.
- Shin Megami Tensei Imagine

### SériesSpin offs
Os Spin offs incluem as séries Persona, Devil Children, Devil Summoner, Digital Devil Saga e Devil Survivor.

#### Persona
- Revelations: Persona
- Persona 2
  - Innocent Sin
  - Eternal Punishment
- Persona 3
  - Persona 3 FES
  - Persona 3 Portable
  - Dancing Moon Night
  - Persona 3 Reload
- Persona 4
  - Persona 4 Golden
  - Persona 4 Arena
  - Persona 4 Arena Ultimax
  - Dancing All Night
  - Persona 4 Revival
- Persona 5
  - Dancing Star Night
  - Persona 5 Royal
  - Persona 5 Scramble: The Phantom Strikers
  - Persona 5 Tactica
  - Persona 5: The Phantom X
- Persona Q
  - Shadow of the Labyrinth
  - Q2: New Cinema Labyrinth

#### Devil Children
- Devil Children Black Book/Red Book/White Book
- DemiKids Light/Dark
- Devil Children Puzzle de Call!
- Devil Children Book of Fire/Book of Ice
- Devil Children Messiah Riser

#### Devil Summoner
- Devil Sumonner
- Devil Summoner - Soul Hackers
- Devil Summoner -  Raidou Kuzunoha vs. The Soulless Army
  - Raidou Remastered: The Mystery of the Souless Army
- Devil Summoner 2 - Raidou Kuzunoha vs. King Abaddon
- Soul Hackers 2

#### Digital Devil Saga
- Digital Devil Saga
- Digital Devil Saga 2

#### Devil Survivor
- Shin Megami Tensei: Devil Survivor
  - Shin Megami Tensei: Devil Survivor Overclocked
- Shin Megami Tensei: Devil Survivor 2
  - Shin Megami Tensei: Devil Survivor 2 Record Breaker